# رود تاکاتسو
رود تاکاتسو (به لاتین: Takatsu River) یک رود در ژاپن است که در استان شیمانه واقع شده‌است.